# Apfelbaum Schafsnase

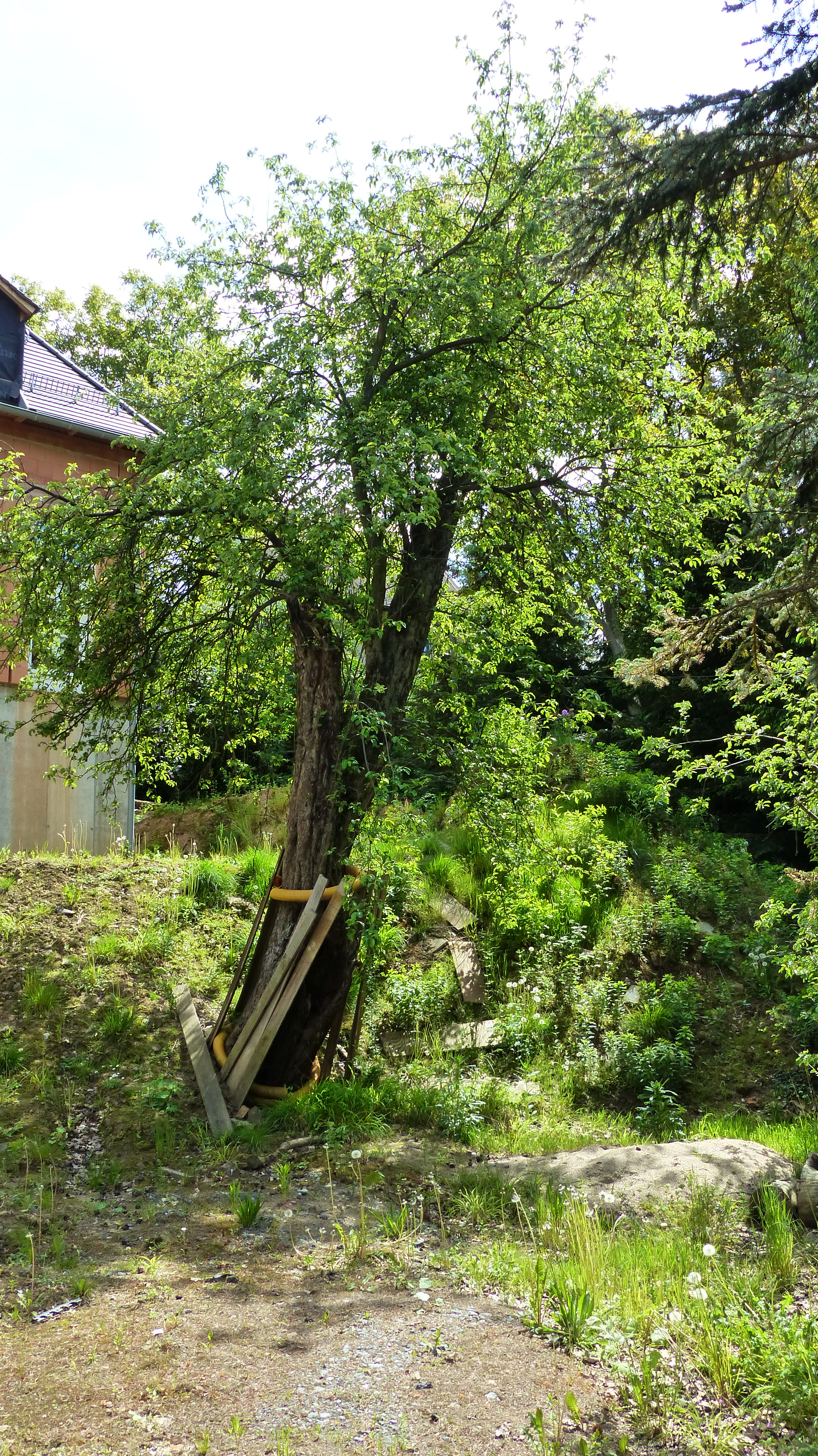
Schafsnase, Mai 2015

Der Apfelbaum Schafsnase ist ein als Einzelbaum ausgewiesenes Naturdenkmal (ND 118) im Dresdner Stadtteil Bühlau. Der Baum, ein Kulturapfel (Malus domestica) der Sorte „Schafsnase“, ist mit über 2,40 Metern Stammumfang ein überdurchschnittlich großes Exemplar seiner Art in Sachsen. Er ist zugleich einer der ältesten Apfelbäume in Dresden und galt 2012 als „gut hundert Jahre“ alt.

## Geographie
Der Baum steht auf dem Privatgrundstück Grundstraße 146 (Flurstück 297/1, Gemarkung Bühlau) im Stadtbezirk Loschwitz im Dresdner Osten. Der Standort befindet sich im vorderen Grundstücksteil, etwa 10 Meter vom Gehweg entfernt, vor der östlichen Gebäudeecke (rechte Seite der Fassade zur Straße).

## Geschichte
Der Baum entstammt vermutlich dem ausgehenden 19. Jahrhundert, in der Rekordbaum-Datenbank der Deutschen Dendrologischen Gesellschaft ist der veredelte Baum auf das Jahr 1892 datiert.
Bühlau gehört seit 1921 als Stadtteil zur sächsischen Landeshauptstadt Dresden. Im Jahr 2012 beabsichtigte die Landeshauptstadt Dresden als Untere Naturschutzbehörde die Unterschutzstellung von „39 besonders wertvolle[n] Bäume[n] an 29 Standorten“, darunter dieser Apfelbaum „Schafsnase“. Die Festsetzung als Naturdenkmal erfolgte im Januar 2015 mittels einer Verordnung.
Der Schutzbereich rings um den Baum erstreckt sich unter der gesamten Krone zuzüglich vier Metern, mindestens jedoch neun Meter von der Mitte des hohlen Stamms.